# Arūnas Dudėnas

Arūnas Dudėnas

Arūnas Dudėnas (*  23. August 1983 in Ukmergė) ist ein litauischer Politiker.

## Leben
Nach dem Abitur 2002 am Antanas-Smetona-Gymnasium absolvierte er 2006 das Bachelorstudium der Archäologie an der Fakultät für Geschichte und 2009 das Bachelorstudium der Politikwissenschaften am Institut für internationale Beziehungen der Vilniaus universitetas. Von 2006 bis 2007 arbeitete er am Departament für Jugendangelegenheiten am Sozialministerium Litauens und 2008 im Seimas als Gehilfe. Von 2007 bis 2012 war er Mitglied im Rat der Rajongemeinde Ukmergė. Seit 2012 ist  er Mitglied im Seimas.
Er ist  Mitglied der Lietuvos socialdemokratų partija.